# Ryan LaFlare
Ryan LaFlare (Lindenhurst, 1º ottobre 1983) è un artista marziale misto statunitense.
Combatte nella divisione dei pesi welter per l'organizzazione statunitense UFC.

## Caratteristiche tecniche
Con un buon background nel kickboxing, LaFlare è un lottatore che predilige il combattimento in piedi. Si è tuttavia dimostrato valido anche nelle fasi di lotta a terra, grazie a buone abilità nella lotta libera e nel jiu jitsu brasiliano.

## Carriera nelle arti marziali miste

### Ultimate Fighting Championship
L'11 febbraio 2017 sfida il brasiliano Roan Carneiro all'evento UFC 208, trionfando via decisione unanime.

## Risultati nelle arti marziali miste
| Risultato | Record | Avversario           | Metodo                             | Evento                                                    | Data              | Round | Tempo | Città                          | Note                                         |
| --------- | ------ | -------------------- | ---------------------------------- | --------------------------------------------------------- | ----------------- | ----- | ----- | ------------------------------ | -------------------------------------------- |
| Vittoria  | 14-2   | Alex Garcia          | Decisione (unanime)                | UFC Fight Night: Barboza vs. Lee                          | 21 aprile 2018    | 3     | 5:00  | Atlantic City, Stati Uniti     |                                              |
| Sconfitta | 13-2   | Alex Oliveira        | KO (pugno)                         | UFC on Fox: Weidman vs. Gastelum                          | 22 luglio 2017    | 2     | 1:05  | Uniondale, Stati Uniti         |                                              |
| Vittoria  | 13-1   | Roan Carneiro        | Decisione (unanime)                | UFC 208: Holm vs. de Randamie                             | 11 febbraio 2017  | 3     | 5:00  | Brooklyn, Stati Uniti          |                                              |
| Vittoria  | 12-1   | Mike Pierce          | Decisione (unanime)                | The Ultimate Fighter: Team McGregor vs. Team Faber Finale | 11 dicembre 2015  | 3     | 5:00  | Las Vegas, Stati Uniti         |                                              |
| Sconfitta | 11-1   | Demian Maia          | Decisione (unanime)                | UFC Fight Night: Maia vs. LaFlare                         | 21 marzo 2015     | 5     | 5:00  | Rio de Janeiro, Brasile        |                                              |
| Vittoria  | 11-0   | John Howard          | Decisione (unanime)                | UFC Fight Night: Minotauro vs. Nelson                     | 11 aprile 2014    | 3     | 5:00  | Abu Dhabi, Emirati Arabi Uniti |                                              |
| Vittoria  | 10-0   | Court McGee          | Decisione (unanime)                | UFC on Fox: Johnson vs. Benavidez 2                       | 14 dicembre 2013  | 3     | 5:00  | Sacramento, Stati Uniti        |                                              |
| Vittoria  | 9-0    | Santiago Ponzinibbio | Decisione (unanime)                | UFC Fight Night: Belfort vs. Henderson                    | 9 novembre 2013   | 3     | 5:00  | Goiânia, Brasile               |                                              |
| Vittoria  | 8-0    | Ben Alloway          | Decisione (unanime)                | UFC on Fuel TV: Mousasi vs. Latifi                        | 6 aprile 2013     | 3     | 5:00  | Stoccolma, Svezia              |                                              |
| Vittoria  | 7-0    | Andrew Osborne       | Sottomissione (armbar)             | Ring of Combat 43                                         | 25 gennaio 2013   | 3     | 2:01  | Atlantic City, Stati Uniti     | Difende il titolo pesi welter Ring of Combat |
| Vittoria  | 6-0    | Mike Medrano         | TKO (ginocchiata al corpo e pugni) | Ring of Combat 30                                         | 11 giugno 2010    | 1     | 4:07  | Atlantic City, Stati Uniti     | Difende il titolo pesi welter Ring of Combat |
| Vittoria  | 5-0    | Justin Haskins       | KO (pugni)                         | Ring of Combat 28                                         | 19 febbraio 2010  | 2     | 1:36  | Atlantic City, Stati Uniti     | Vince il titolo pesi welter Ring of Combat   |
| Vittoria  | 4-0    | Mark Berrocal        | TKO (pugni)                        | Ring of Combat 27                                         | 20 novembre 2009  | 1     | 3:19  | Atlantic City, Stati Uniti     |                                              |
| Vittoria  | 3-0    | Jose Sulsona         | Sottomissione (armbar)             | Ring of Combat 26                                         | 11 settembre 2009 | 2     | 2:18  | Atlantic City, Stati Uniti     | Debutto nei pesi welter                      |
| Vittoria  | 2-0    | Robert Cunane        | KO (pugno)                         | Ring of Combat 25                                         | 12 giugno 2009    | 1     | 1:19  | Atlantic City, Stati Uniti     | Incontro catchweight (176 lbs)               |
| Vittoria  | 1-0    | Radji Bryson-Barrett | Sottomissione (armbar)             | Ring of Combat 24                                         | 27 giugno 2008    | 1     | 2:38  | Atlantic City, Stati Uniti     | Incontro catchweight (175 lbs)               |